# Lunnsjön, Östergötland
Lunnsjön är en sjö i Norrköpings kommun i Östergötland och ingår i Kilaån-Motala ströms kustområde. Lunnsjön ligger i Kvillingeförkastningen Natura 2000-område. Sjön är 9,6 meter djup, har en yta på 0,02 kvadratkilometer och befinner sig 104 meter över havet.